# Akdağlar
Gli Akdağlar (lett. "montagne bianche", in turco) sono un gruppo montuoso che sorge nella provincia di Adalia,  nella regione del Mar Mediterraneo della Turchia, in una zona che corrisponde all'antica regione della Licia.

## Geografia fisica
Gli Akdağlar, che sono un ramo dei Bey Dağlar, fanno parte del Tauro Occidentale. La catena montuosa è composta dai Monti Tekellioğulları Alti, dal Beydağları Costiero  e dal Beydağları Centrale. Gli Akdağlar sono menzionati da Strabone di Amasya, vissuto nel I secolo a.C., ed hanno diverse cime. La cima principale è composta da 5 picchi. Nella regione si trovano antiche strade romane. Elevandosi maestoso tra Fethiye e Kaş, il massiccio degli Akdağlar  da lontano sembra essere inaccessibile. Tuttavia, con le sue aree verdi appena sotto le sue cime che raggiungono i 3 mila metri, esso è la patria degli abitanti degli altipiani. Le cime innevate della penisola di Teke, che si estendono in direzione nord-sud, con le loro pianure di sommità sono adatte all'insediamento estivo. Quando si sale sulla cima dell'Uyluk Tepe, il punto più alto degli Akdağlar a 3.014 metri, si possono vedere le tende degli Yörük nelle valli sottostanti.

## Geologia
Gli Akdağlar si estendono tra la Polje di Elmalı e il fiume Eşen. Essi sono circondati da ripidi pendii con faglie. La montagna, costituita da calcari di età mesozoica, ha una struttura massiccia, con pianure a varie altezze. Forme carsiche come doline e uvala sono comuni in questi altopiani. Dopo i 2.300 metri, iniziano a vedersi anche forme glaciali. I ghiacciai del periodo glaciale pleistocenico hanno aggiunto forme glaciali alle forme carsiche. Sulla montagna si osservano valli glaciali, gobbe e morene.

## Descrizione

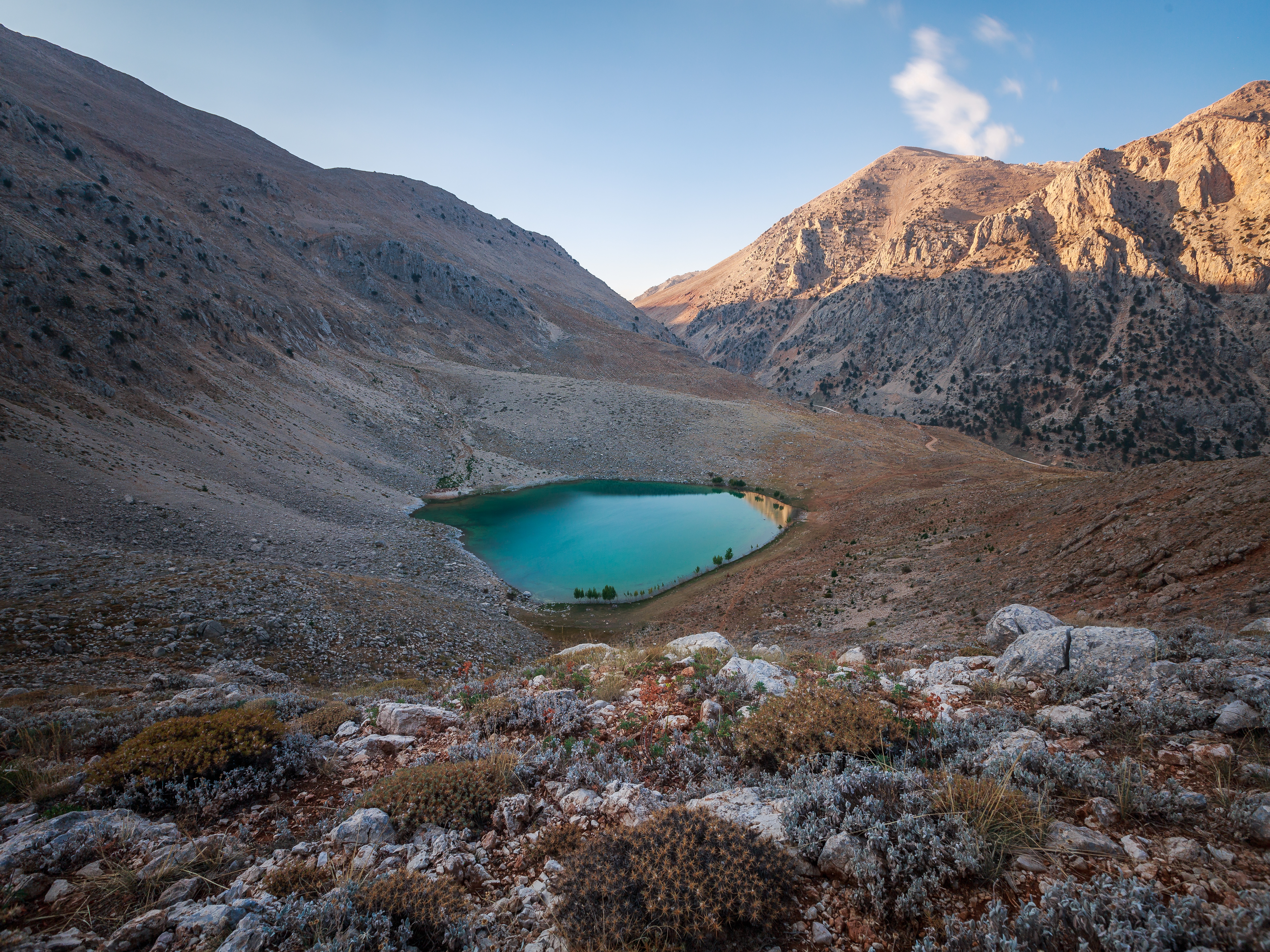
Il lago verde negli Akdağlar

L'Akdağlar è la vetta più alta della catena montuosa del Tauro Occidentale dopo il Kızlar Sivrisi, e chiunque può raggiungerne facilmente la cima. L'insediamento più bello nei dintorni degli Akdağlar è l'altopiano di Gömbe, famoso per i suoi alberi di mele e i cedri. Nell'altopiano si trova il lago della diga dell'Akçay, proprio vicino all'area in cui si trova l'antica città di Komba.  Partendo dall'altopiano di Suçıkan, raggiungibile in mezz'ora d'auto da Gömbe, la passeggiata di tre ore e mezza termina in cima, da dove si può ammirare un'impressionante paesaggio. La distanza tra Gömbe e Kaş è di 60 chilometri, mentre quella tra Elmalı e Gömbe è di 30 chilometri.